# Narco Police
Narco Police is een computerspel dat werd ontwikkeld door Iron Byte en uitgegeven door Dinamic Software. Het actiespel kwam in 1989 uit voor de PC Booter. Later volgde ook andere homecomputers uit die tijd. 
Het spel speelt zich af in de toekomst op een klein eiland in de buurt van de kust van Colombia. Hier ligt het laboratorium dat de drugs produceert voor Colombiaanse drugshandelaren die de wereld regeren. De Narco Police (drugsbestrijdingspolitie) moet drie van de vijf belangrijkste tunnels in handen krijgen die leiden tot het complex van het drugsnetwerk. Origineel bij dit spel is dat het perspectief in de derde persoon met een camera standpunt achter de drugsbestrijdingspolitie.

## Platforms
| Jaar | Platform                                            |
| ---- | --------------------------------------------------- |
| 1989 | PC Booter                                           |
| 1990 | Amiga, Amstrad CPC, Atari ST, DOS, MSX, ZX Spectrum |
| 1991 | Commodore 64                                        |

## Ontvangst
| Beoordeeld door                | Platform | Datum         | Score |
| ------------------------------ | -------- | ------------- | ----- |
| Computer and Video Games (CVG) | Amiga    | januari 1991  | 83%   |
| Zero                           | Amiga    | februari 1991 | 82%   |
| Computer and Video Games (CVG) | Atari ST | januari 1991  | 82%   |
| ST Format                      | Atari ST | januari 1991  | 46%   |
| Amiga Joker                    | Amiga    | januari 1991  | 23%   |